# قهرمان شماره ۱
قهرمان شماره ۱ (به هندی: Hero No. 1) فیلمی محصول سال ۱۹۹۷ و به کارگردانی دیوید دهاوان است. در این فیلم مشهورترین و بزرگ‌ترین هنرمند سینمای هند قهرمان شماره یک گوویندا، کاریسما کاپور، پارش راوال، شاکتی کاپور، قادرخان، ساتیش شاه، تیکو تالسانیا، هیمانی شیوپوری ایفای نقش کرده‌اند.